# Vineuil (Loir-et-Cher)
Vineuil ist eine französische Stadt mit 8050 Einwohnern (Stand: 1. Januar 2022) im Département Loir-et-Cher in der Region Centre-Val de Loire; sie gehört zum Arrondissement Blois und zum Kanton Vineuil. Die Einwohner heißen Vinoliennes.

## Geographie
Die Stadt Vineuil liegt am Fluss Cosson. Die nördliche Gemeindegrenze bildet die Loire. Umgeben wird Vineuil von den Nachbargemeinden Saint-Denis-sur-Loire im Norden, Saint-Claude-de-Diray im Nordosten, Huisseau-sur-Cosson im Osten, Mont-près-Chambord im Südosten und Süden, Saint-Gervais-la-Forêt im Südwesten, Blois im Westen und La Chaussée-Saint-Victor im Nordwesten.
Vineuil gehört zum Weinbaugebiet Cour-Cheverny.

## Bevölkerungsentwicklung
| 1962                       | 1968 | 1975 | 1982 | 1990 | 1999 | 2006 | 2017 |
| -------------------------- | ---- | ---- | ---- | ---- | ---- | ---- | ---- |
| 2659                       | 3466 | 4393 | 5263 | 6253 | 6651 | 6945 | 7815 |
| Quellen: Cassini und INSEE |      |      |      |      |      |      |      |

## Sehenswürdigkeiten
- Brücke Saint-Michel-sur-le-Cosson

## Persönlichkeiten
- Arthur Sénéry-Besnard (1881–1952), Landschaftsmaler und Dekorateur
- Jacques Daget (1919–2009), Ichthyologe